# Право-Урванский
Пра́во-Урва́нский — хутор в Майском районе республики Кабардино-Балкария. Входит в состав муниципального образования «Сельское поселение Ново-Ивановское».

## География
Хутор расположен в западной части Майского района, на правом берегу реки Урвань. Находится в 3 км к югу от сельского центра — села Ново-Ивановское, в 9 км к западу от районного центра — Майский и в 35 км к северо-востоку от города Нальчик.
Граничит с землями населённых пунктов: Ново-Ивановское на севере, Красная Поляна на востоке, Псыкод и Кабардинка на юге и Колдрасинский на западе.
Населённый пункт расположен на наклонной Кабардинской равнине, в равнинной зоне республики. Средние высоты на территории села составляют 225 метров над уровнем моря. Рельеф местности представляют собой в основном волнистую предгорную равнину. Долина над поймой реки Урвань слегка приподнята и покрыта зарослями смешанного леса.
Гидрографическая сеть представлена рекой Урвань и родниковыми источниками. Благодаря близкому залеганию грунтовых вод к поверхности земли, местность богата водными ресурсами.
Климат влажный умеренный. Лето жаркое и полузасушливое. Абсолютный максимум в июле-августе достигает +40°С. Зима мягкая. Длится около трёх месяцев. Морозы непродолжительные, минимальные температуры крайне редко отпускаются ниже −15°С. Среднегодовое количество осадков составляет около 650 мм. Основное количество осадков выпадает в период с апреля по июнь.

## История
7 апреля 1928 года жители селения Ново-Ивановского в составе 42 дворов с 213 едоками выселились на правую сторону реки Урвань и основали хутор Право-Урванский.
В том же году новообразованный хутор был административно подчинён сельсовету села Ново-Ивановское.

## Население
| 2002 | 2010 | 2021 |
| ---- | ---- | ---- |
| 141  | ↘115 | ↗165 |

Национальный состав
По данным Всероссийской переписи населения 2010 года:
| Народ   | Численность, чел. | Доля от всего населения, % |
| ------- | ----------------- | -------------------------- |
| русские | 86                | 74,8 %                     |
| турки   | 21                | 18,3 %                     |
| другие  | 8                 | 6,9 %                      |
| всего   | 115               | 100 %                      |

По данным Всероссийской переписи населения 2021 года:
| Народ               | Численность, чел. | Доля от всего населения, % |
| ------------------- | ----------------- | -------------------------- |
| турки               | 89                | 53,94 %                    |
| русские             | 59                | 35,76 %                    |
| другие / не указано | 17                | 10,30 %                    |
| всего               | 165               | 100,0 %                    |

Половозрастной состав
По данным Всероссийской переписи населения 2010 года:
| Возраст     | Мужчины, чел. | Женщины, чел. | Общая численность, чел. | Доля от всего населения, % |
| ----------- | ------------- | ------------- | ----------------------- | -------------------------- |
| 0 — 14 лет  | 8             | 14            | 22                      | 19,1 %                     |
| 15 — 59 лет | 37            | 28            | 65                      | 56,5 %                     |
| от 60 лет   | 14            | 14            | 28                      | 24,4 %                     |
| Всего       | 59            | 56            | 115                     | 100,0 %                    |

Мужчины — 59 чел. (51,3 %). Женщины — 56 чел. (48,7 %).
Средний возраст населения — 40,0 лет. Медианный возраст населения — 39,5 лет.
Средний возраст мужчин — 41,9 лет. Медианный возраст мужчин — 41,5 лет.
Средний возраст женщин — 37,9 лет. Медианный возраст женщин — 37,5 лет.

## Инфраструктура
Основные объекты социальной инфраструктуры расположены в сельском центре — Ново-Ивановское.

## Улицы
| 9 мая |

| Пролетарская |

| Степная |

## Примечание
1. 1 2  Итоги Всероссийской переписи населения 2020 года (по состоянию на 1 октября 2021 года)
2. ↑  Историческая справка. Официальный сайт местной администрации Майского муниципального района КБР. www.mayadmin-kbr.ru. Дата обращения: 4 марта 2019. Архивировано 6 марта 2019 года.
3. ↑  Численность населения Кабардино-Балкарской Республики по сельским населённым пунктам по итогам ВПН-2002
4. ↑  Численность населения КБР в разрезе населённых пунктов по итогам Всероссийской переписи населения 2010 года
5. 1 2  База микроданных Всероссийской переписи населения 2010 года. Дата обращения: 17 ноября 2015. Архивировано из оригинала 9 июня 2014 года.
6. ↑  Итоги Всероссийской переписи населения 2020 года. Том 5. Национальный состав и владение языками. Таблица 1. Национальный состав населения Кабардино-Балкарской Республики, городских округов и муниципальных районов. Дата обращения: 9 октября 2023. Архивировано 16 октября 2023 года.
7. ↑  Численность населения КБР по итогам Всероссийской переписи населения 2010 года. Дата обращения: 27 августа 2016. Архивировано из оригинала 24 июня 2016 года.